# Apt
Apt is een stad en gemeente in het Franse departement Vaucluse. De stad is een onderprefectuur van dit departement. Tevens is het de belangrijkste plaats van het Luberongebergte. In 1999 woonden er circa 11.500 mensen. De inwoners worden Aptésiens genoemd. Door de stad stroomt de Calavon.
De stad is bekend om zijn gekonfijt fruit, jams, lavendel, truffels en vanwege het aardewerk (faience). Ook wordt er in de omgeving van Apt oker gewonnen.

## Geografie
De oppervlakte van Apt bedraagt 44,57 km², de bevolkingsdichtheid is 248 inwoners per km² (per 1 januari 2019).

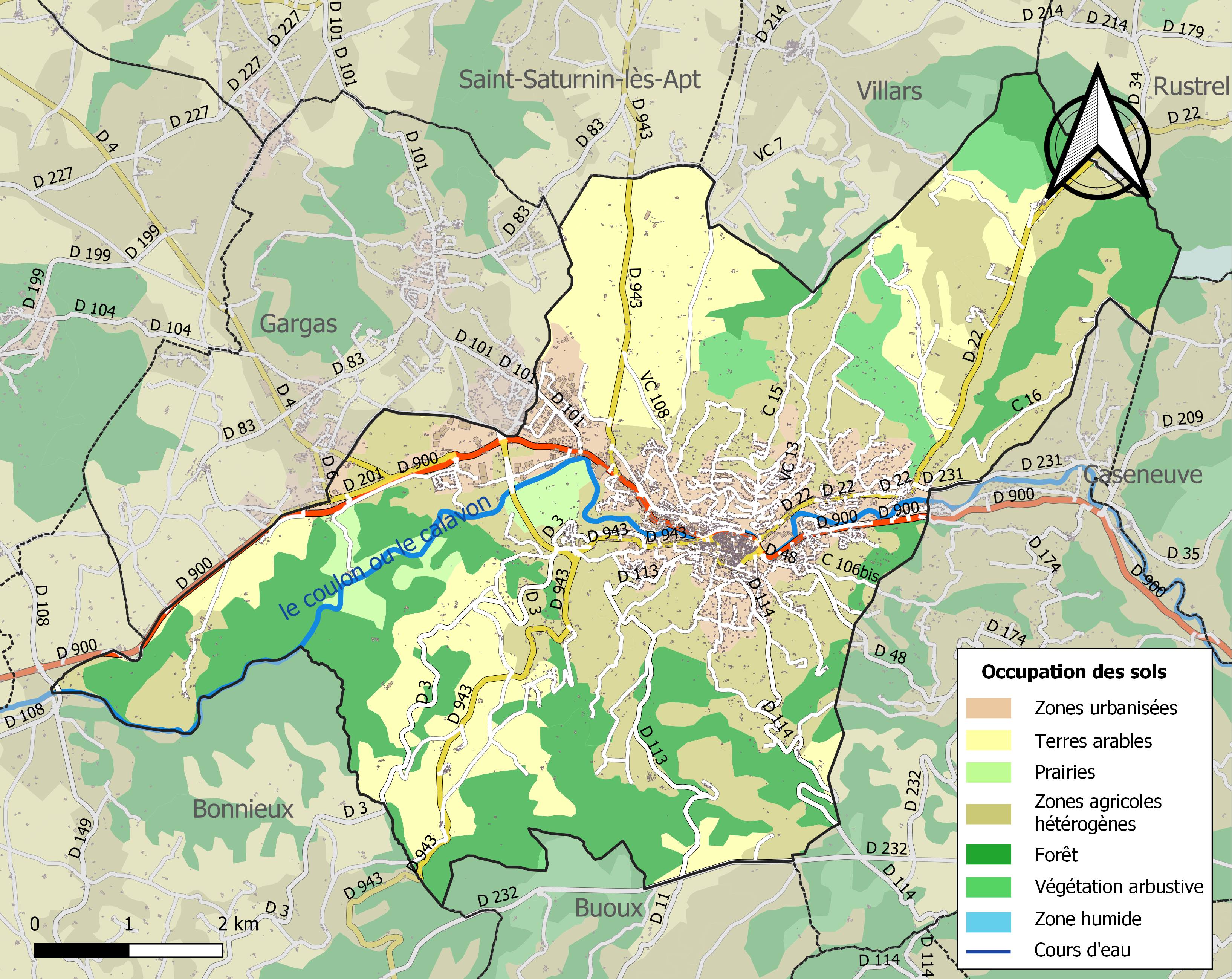
De kaart toont de ligging van Apt met de belangrijkste infrastructuur, bodemgebruik en aangrenzende gemeenten

### Geologie
Op geologisch vlak kan men voornamelijk drie soorten grond terugvinden op het territorium van Apt:
- In de vlakte waar de stad zelf gelegen is, grond uit het Kwartair samengesteld uit riviersedimenten, puin en steengruis.
- In het noorden, heuvels uit het Eoceen en het Oligoceen die de zuidelijke uitlopers vormen van de bergen van de Vaucluse. De grond bestaat voornamelijk uit kalksteen, mergel en zandsteen. Aan de weg naar Digne ligt nabij een steengroeve een rotswand uit het Oligoceen waar verscheidene fossiele afdrukken van vogels en zoogdieren in zijn teruggevonden.
- In het zuiden bevindt zich het begin van de Luberon, met grond uit het Mioceen bestaande uit molasse van kalksteen, zand en mergel.

De rest van het grondgebied, het meest westelijke gedeelte van de gemeente Apt, aan het begin van de vallei van de Calavon tussen Gargas en Apt, is een opeenvolging van gronden uit de late Jura, het Krijt en het Paleoceen. Het gesteente is er een opeenvolging van kleiachtige kalksteen, blauwe mergel, urgonische kalksteen, zand en klei.
Apt heeft een bijzondere betekenis in de stratigrafie vanwege de tijdsperiode het Aptiaan, een etage in het Onder-Krijt, dat naar de stad genoemd is.

### Hydrografie

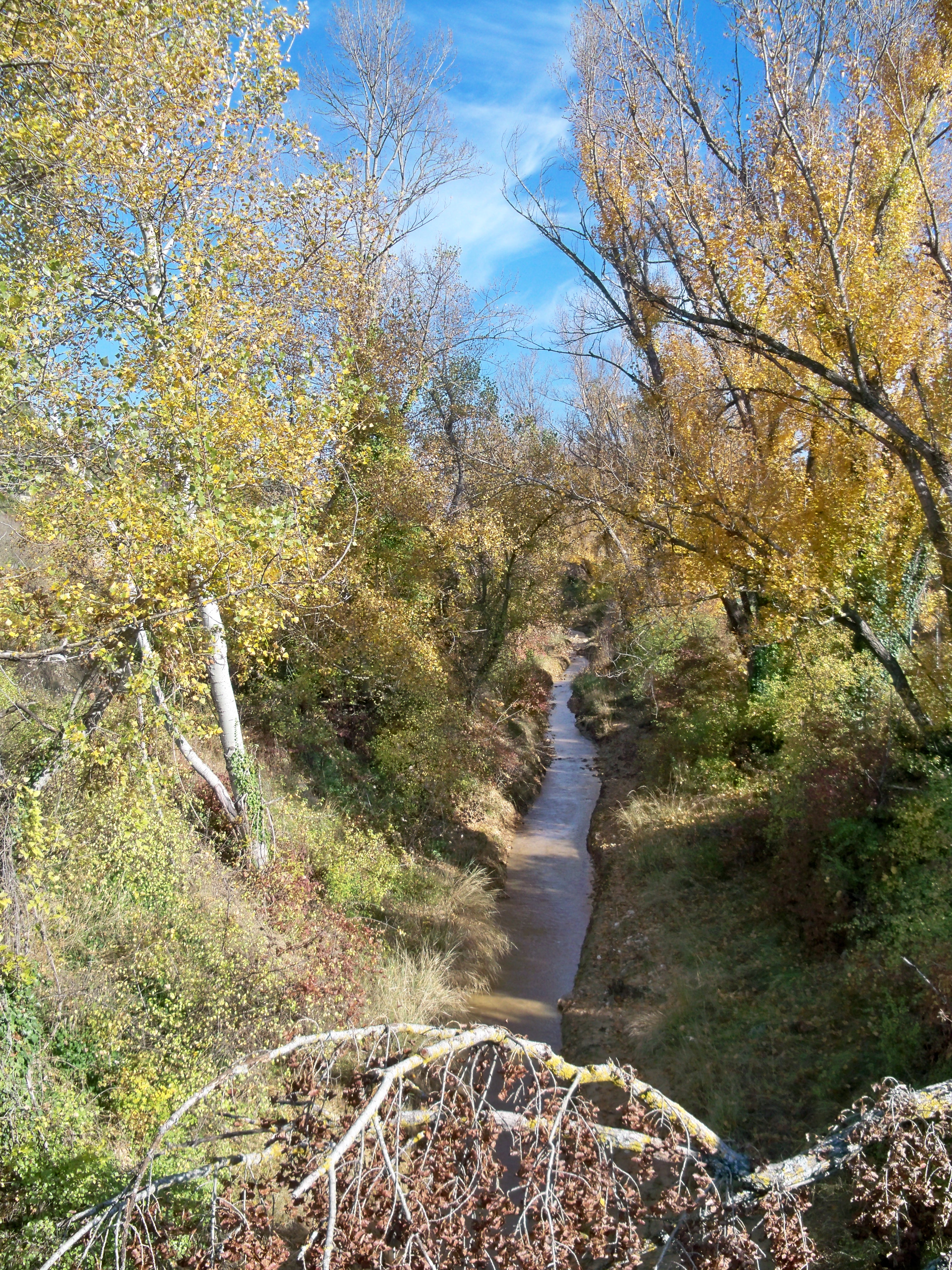
De Dôa

De stad wordt bevloeid door vijf rivieren op haar grondgebied: de Calavon, de Dôa, de Riaille, de Marguerite en de Rimayon. 
De toestand van de rivier de Calavon is merkbaar verbeterd door de acties van het regionale natuurpark van de Luberon dat zich geëngageerd heeft voor de oprichting van het S.A.G.E.-plan, dat zorgt voor de planning en het beheer van water in de regio. Bij opeenvolgende periodes van droogte en wateroverlast kunnen de overstromingen van de Calavon zowel onvoorspelbaar als spectaculair zijn.
De Dôa is een stortbeek die ontspringt aan haar bron in de gemeente Viens, en die in Apt in de Calavon uitmondt.
Tussen 1982 en 2008 heeft de gemeente negen overstromingen en modderstromen gekend, evenals vijf aardverschuivingen, die werden veroorzaakt door de rehydratie van een droge bodem. Tezamen met een groot onweer in 1982 zijn deze officieel erkend als natuurrampen via een arrest in het Franse staatsblad.

## Geschiedenis
De stad werd in de Romeinse tijd in 45 v.Chr. gesticht op een eiland in de rivier. Het was eerst een militair kamp en werd later een kolonie voor veteranen die de naam Colonia Apta Julia kreeg. Het Romeinse Apt lag aan de Via Domitia.
Hadrianus moet in Apt zijn geweest want hij liet zijn geliefde paard Borysthenes daar onder een monument met een bewaard gebleven gedicht, begraven. De stad beleefde haar hoogtepunt in de 2e eeuw en telde toen ongeveer 10.000 inwoners. Er waren een forum, een theater, thermen, een capitool en een triomfboog.

### Middeleeuwen

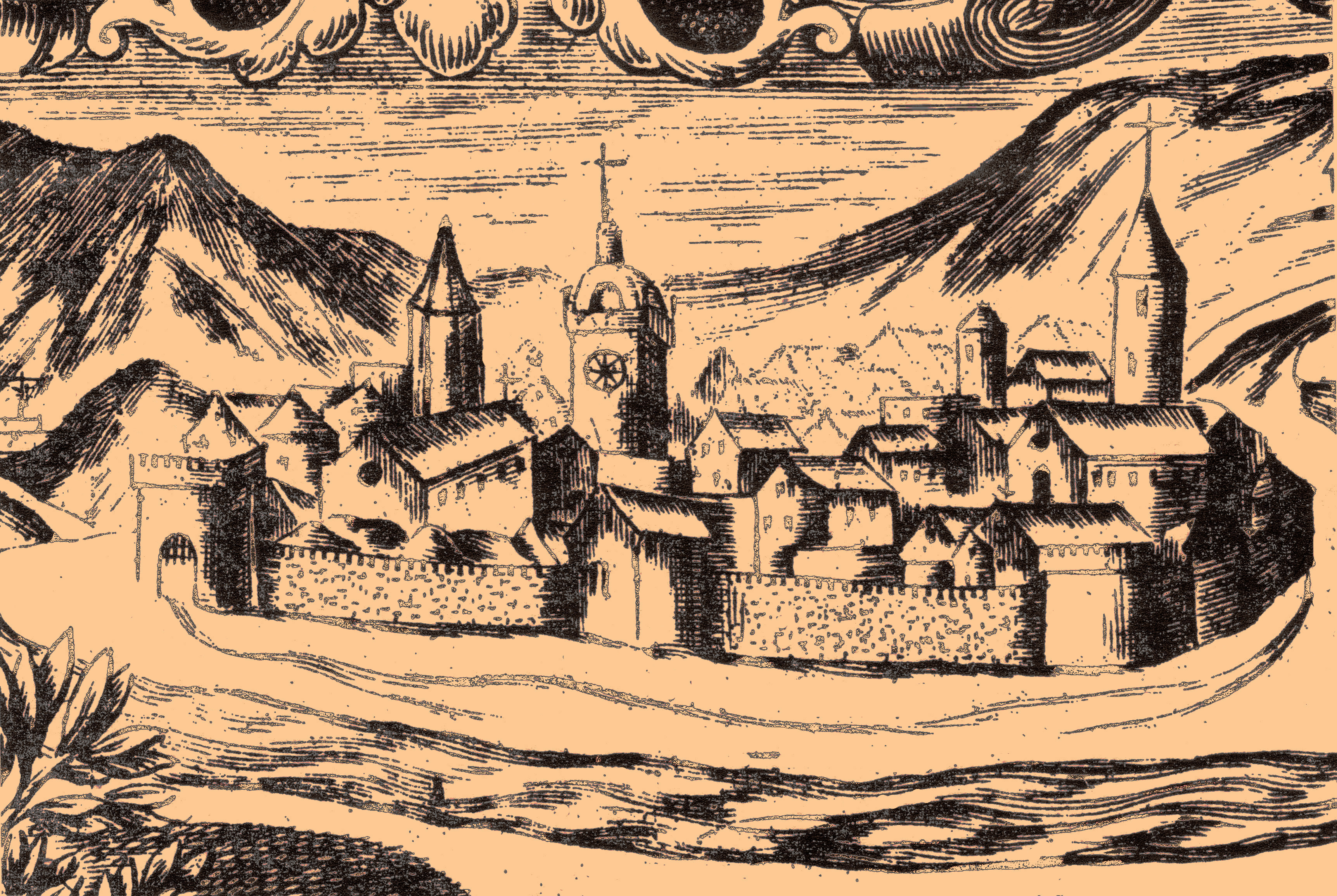
Apt rond 1615

Vanaf de 3e eeuw tot aan de Franse Revolutie was Apt een bisschopszetel. In de vroege middeleeuwen werd de locatie aan de rivier verlaten en ontwikkelde de plaats zich op een gemakkelijker te verdedigen locatie op een hoogte. Na het jaar 1000 werd opnieuw aan de rivier gebouwd. De stad kreeg een stadsmuur en werd bestuurd door een graaf en door de bisschop. Later kwam er ook een gemeentebestuur met consuls. De stad bloeide dankzij de handel en de nabijheid van het pauselijk hof in Avignon.

### Nieuwe tijd
Tijdens de Hugenotenoorlogen bleef Apt katholiek in een voornamelijk protestants gebied. De stad werd verschillende keren belegerd door de protestanten. Aan het einde van de 16e eeuw overstroomde de stad toen de Calavon buiten haar oevers trad, hetgeen de stad zwaar beschadigde. Na de overstroming volgden vrij snel na elkaar drie pestepidemieën.
Ook in 1720 volgde nog een pestepidemie.

### Industrie
Vroeger werd het water van de Calavon gebruikt in de stad, voornamelijk door de fabrieken waar gekonfijt fruit werd gemaakt.

## Bezienswaardigheden

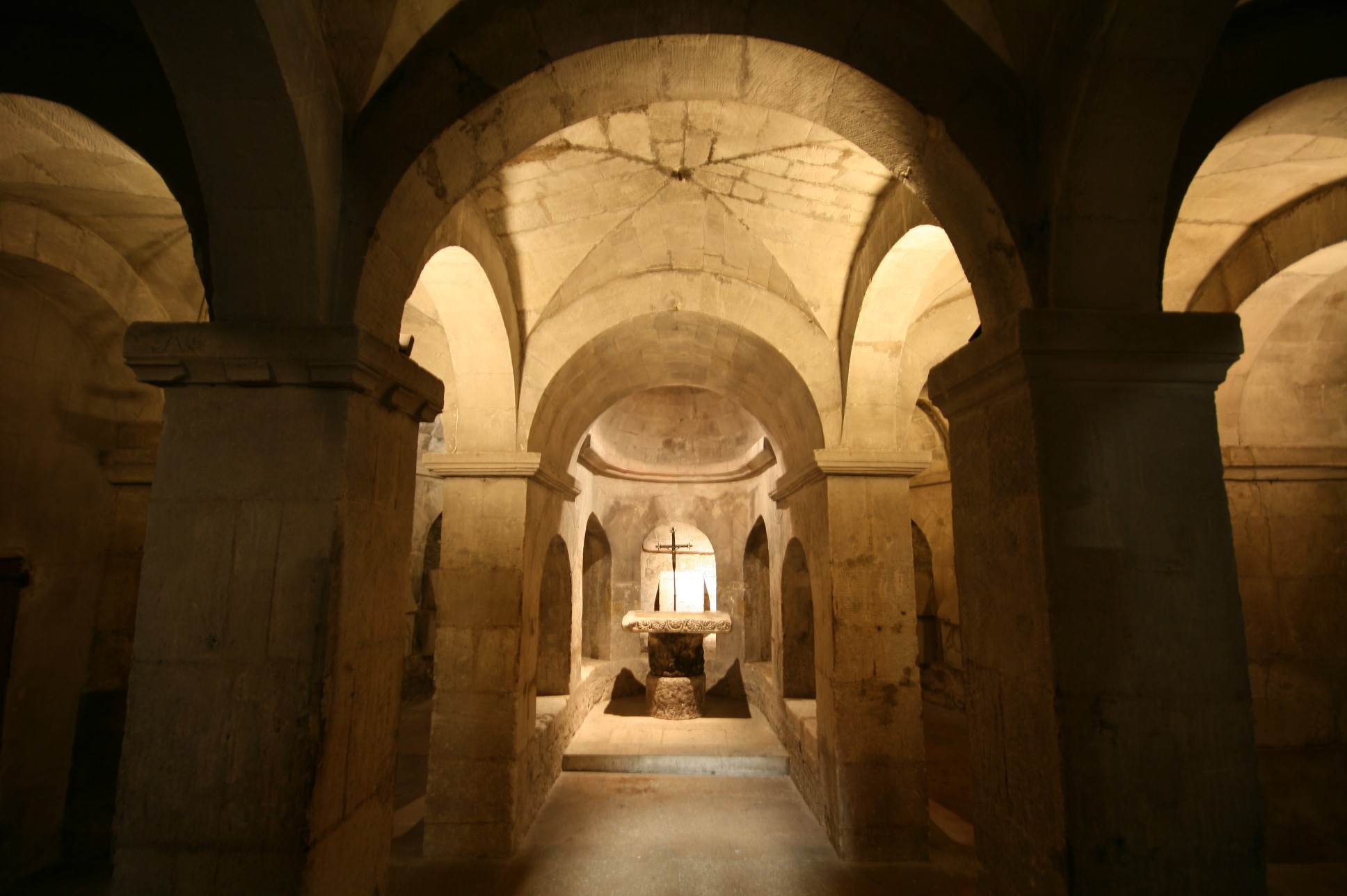
Crypte van de kathedraal

De voormalige kathedraal Sainte-Anne is het oudste aan de heilige Anna gewijde heiligdom van Frankrijk. Het gebouw dateert oorspronkelijk uit de 11e eeuw, maar heeft verscheidene verbouwingen ondergaan. In de apsis bevindt zich een gebrandschilderd raam uit de 14e of de 15e eeuw met een voorstelling van de heilige Anna met Maria en Jezus. De Chapelle Sainte-Anne, de eerste zijkapel in de linkerzijbeuk is gebouwd in 1660, het jaar waarin Anna van Oostenrijk er op bedevaart kwam. Hier worden relieken van de heilige bewaard. De crypte van de kathedraal heeft twee verdiepingen; de ene in vroeg-Romaanse en de andere in Romaanse stijl.
Het archeologisch museum is gevestigd in een herenhuis uit de 18e eeuw en heeft een collectie met voorwerpen uit de prehistorie en de Gallo-Romeinse periode.
Het Musée d'Apt is sinds 2003 gevestigd in een voormalige fabriek voor gekonfijte vruchten op het Place du Postel. Hier wordt informatie gegeven meest belangrijke producten uit de omgeving van Apt: oker, gekonfijte vruchten en fijn aardewerk.
De Tour de l'Horloge dateert uit de 16e eeuw.

## Toponymie
Volgens Charles Rostaing, specialist in Provençaalse toponymie, zou de naam Apt zijn oorsprong hebben gevonden in de Ligurische stamvorm Hath, wat een verwijzing naar een berg zou zijn. Een andere hypothese is dat de naam zou afstammen van het Baskische At of Ate, wat "deur" betekent. Na de stichting van de stad door Julius Caesar kreeg de stad de naam Apta Julia. De stad heeft in het Occitaans de naam At in de spelling volgens klassieke norm, en de naam Ate volgens de spelling naar Mistral.

## Demografie
Onderstaande figuur toont het verloop van het inwoneraantal van Apt vanaf 1962.
Bron: Frans bureau voor statistiek. Cijfers inwoneraantal volgens de definitie
 population sans doubles comptes (zie de gehanteerde definities)

## Geboren
- Michaël Guigou (1982), handballer

## Overleden
- Yasuo Mizui (1925-2008), Japanse beeldhouwer, die in Frankrijk woonde en werkte